# Taufkirchen, München
Taufkichen là một đô thị ở Munich bang Bayern thuộc nước Đức.